# Aeroflot-Flug 3352
Auf dem Aeroflot-Flug 3352 verunglückte am 11. Oktober 1984 eine Tupolew Tu-154 bei der Landung auf dem Flughafen Omsk, wobei 178 Personen starben. Es handelt sich um den bislang schwersten Flugunfall auf dem Territorium des heutigen Russland (der nach Opferzahl schwerste Unfall in der damaligen Sowjetunion war der Unfall auf dem Aeroflot-Flug 5143 in Usbekistan 1985).

## Verlauf
Der Aeroflot-Flug 3352 führte von Krasnodar über Omsk nach Nowosibirsk. Die Crew bereitete sich am frühen Morgen auf die Landung auf dem Flughafen Omsk vor. Die Landebahn war rutschig vom Regen; auf ihr befanden sich drei Arbeitsfahrzeuge. Gegen 05:41 Uhr setzte die Tupolew 3352 auf der Landebahn auf und kollidierte mit den Fahrzeugen. Sie zerbrach in mehrere Teile und fing sofort Feuer. Dabei starben 174 der 179 Menschen an Bord sowie vier Insassen der Fahrzeuge; nur ein Passagier und die Cockpitbesatzung überlebten.

## Ursache
Ursache war ein Fehler eines für den Flugverkehr auf dem Rollfeld verantwortlichen Lotsen (Ground Controller). Dieser war eingeschlafen und hatte es versäumt, den Anflug-Fluglotsen über die Fahrzeuge auf der Landebahn zu informieren. Die Piloten hatten die Fahrzeuge nicht sehen können, da es diesig war.